# Wasahof

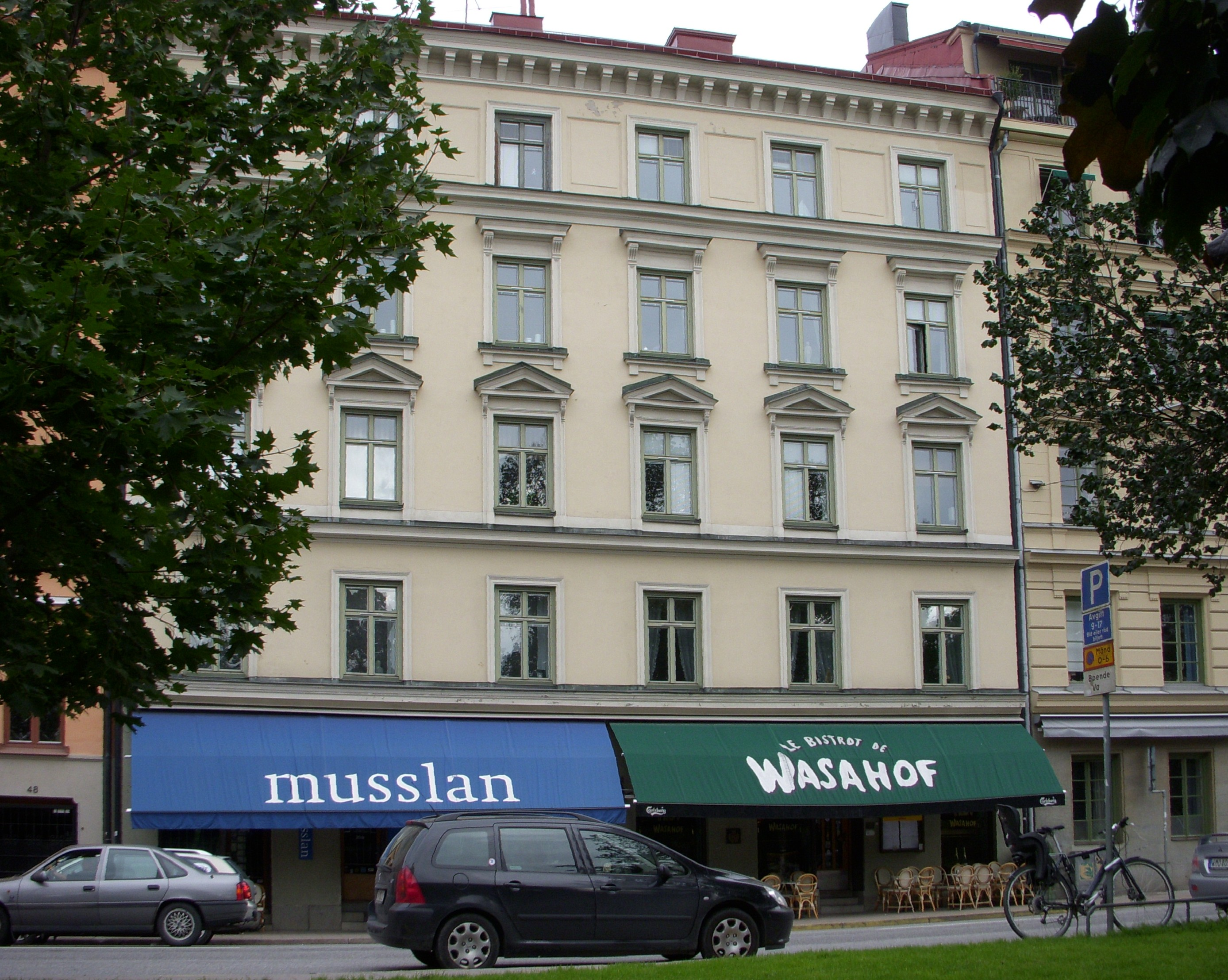
Restaurang Wasahof

Wasahof eller Le Bistrot de Wasahof, är en franskinspirerad restaurang i Stockholm på Dalagatan 46. Lokalen fick sitt första utskänkningstillstånd för öl och vin den 28 december 1899 och är därför en av Stockholms äldre krogar. Restaurangen hette då Matvarukafé 46:an.
Den första matsalen är i ursprungligt skick. Restaurangen har erhållit Gastronomiska akademiens vänners diplom för "Populariserande av skaldjur" (1994) samt en utmärkelse från franska Jordbruksministeriet som ett resultat av import av ostron (1999). Som kuriosa kan nämnas att författaren Astrid Lindgren bodde ovanpå restaurangen mellan 1941 och 2002. Krögarfamiljen Holmberg-Cornelius förvärvade Wasahof 1968 och har drivit verksamheten sedan dess.